# 梅克西米约
梅克西米约（法語：Meximieux，法語發音：[mɛksimjø] ⓘ），法国东部城市，奥弗涅-罗讷-阿尔卑斯大区安省的一个市镇，隶属于贝莱区，其市镇面积为13.75平方公里，2022年1月1日时人口数量为8,198人，在法国城市中排名第1,312位。
梅克西米约位于安省南部，是一个区域性的中心城市，也是里昂的一个远郊卫星城，里昂—日内瓦铁路由此通过。

## 地名来源
根据法国地名学家埃内斯特·内格尔的论述，“Meximieux”一名可能转写自拉丁语“Maximiacus”，后者出自人名，其生平尚有待考证。

## 历史

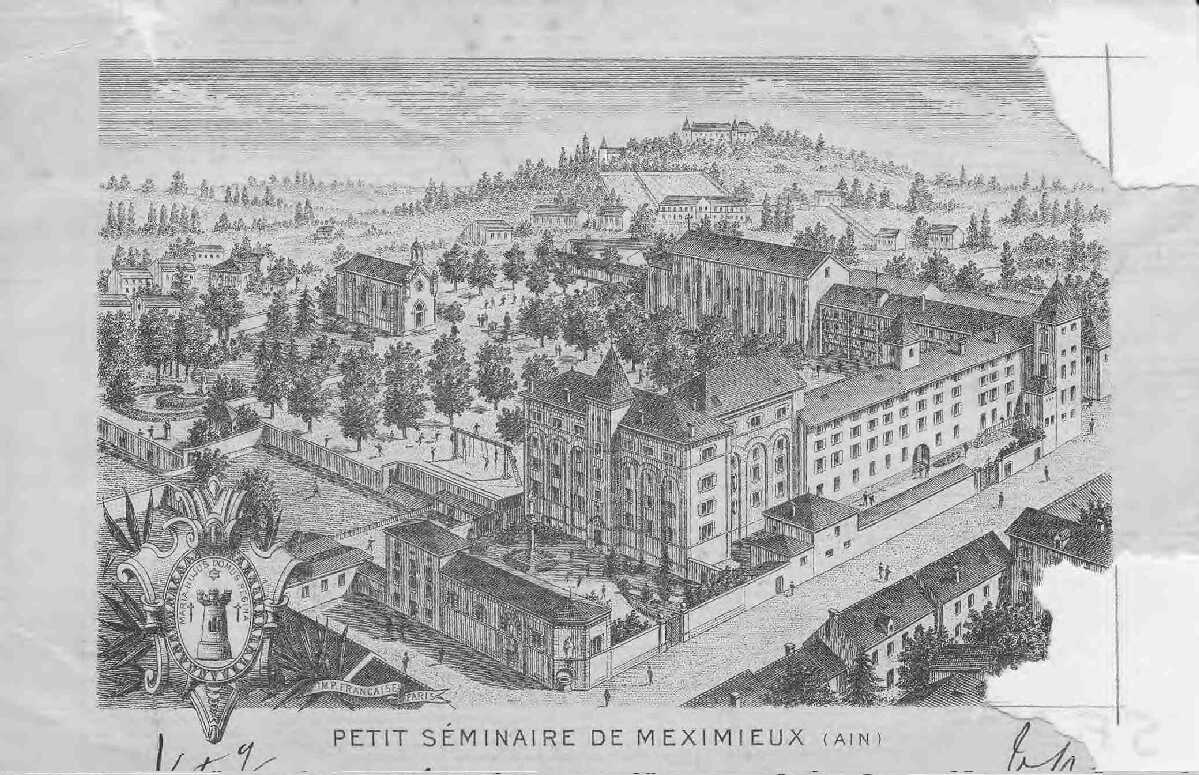
19世纪末的梅克西米约（板画）

梅克西米约的早期历史尚不清楚。根据当地官方网站的论述，梅克西米约境内曾发现多处新石器时代的人类活动遗迹。中世纪初，梅克西米约长期为一处普通农业聚落，里昂主教于1070年（一说1170年）在梅克西米约建造了一座城堡。14世纪时，梅克西米约先后被维埃纳伯国及萨瓦公国继承，1601年并入法兰西王国。法国大革命后，梅克西米约成为安省的一个市镇，并自1793年起成为同名县的县治。工业革命期间，途经梅克西米约的里昂—日内瓦铁路建成通车。1865年，长期处于废弃状态的梅克西米约城堡被当地的一名贵族买下并得到重建。第二次世界大战期间，梅克西米约曾被纳粹德军占领。1944年8月31日，盟军发动梅克西米约战役，其间当地多处建筑遭到破坏，纳粹德军于9月2日逃离梅克西米约地区。自20世纪中后期以来，得益于里昂的城市扩张以及通勤列车的开行，梅克西米约逐渐发展成为里昂的一个卫星城，当地人口数量逐年增加。梅克西米约高级中学预计2027年秋季建成。

## 地理

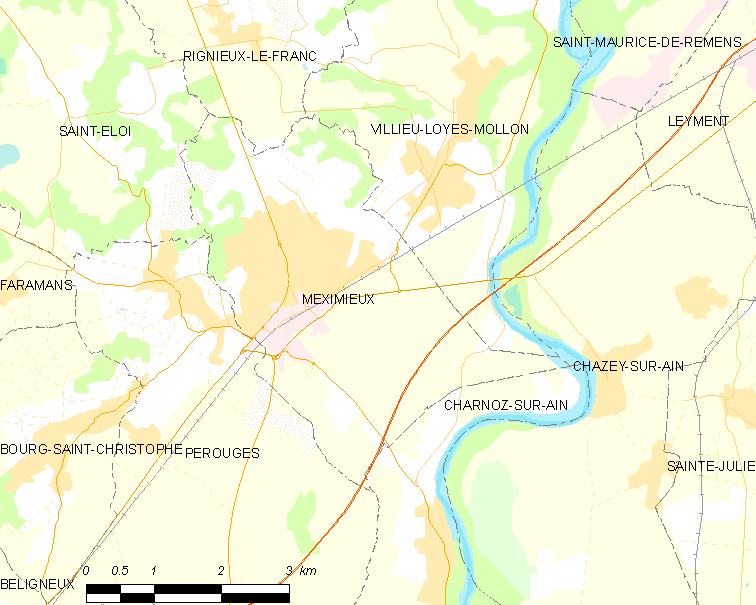
梅克西米约市镇范围地图

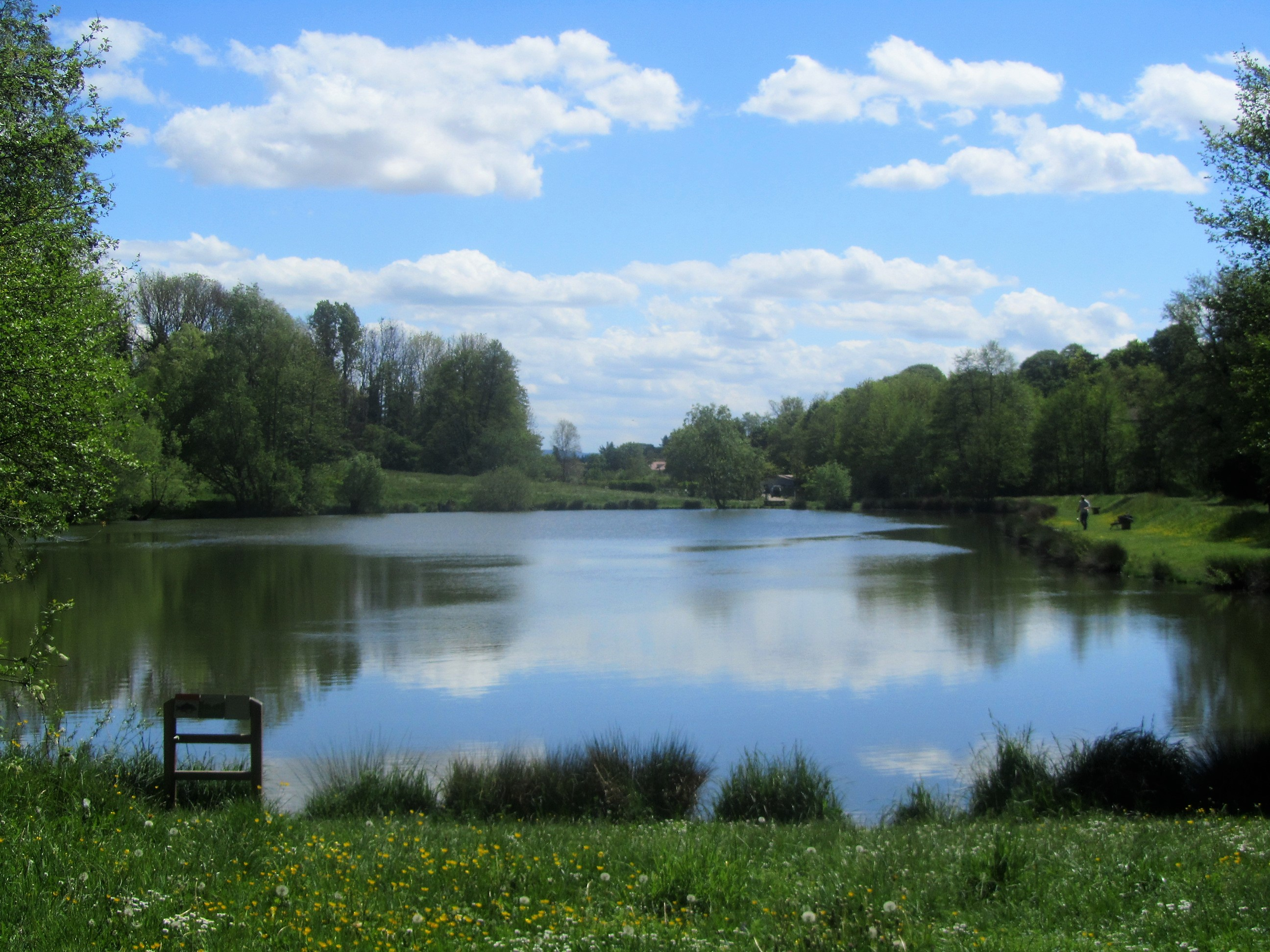
梅克西米约境内的一处湖畔

梅克西米约位于法国东部，奥弗涅-罗讷-阿尔卑斯大区中部偏东北和安省南部，距离省会布雷斯地区布尔格大约36公里。与梅克西米约接壤的市镇包括：安河畔沙尔诺兹、安河畔沙泽、里尼约勒弗朗、圣埃卢瓦、佩鲁日和维略-卢瓦-莫隆。

### 地形
梅克西米约位于科蒂耶尔地区腹地，境内分为两个地形区，其中西北部以浅丘和丘陵为主，东南部为罗讷河冲积平原，市镇中心位于两个区域交汇地带，整体地势较为平坦，全境海拔在206到310米之间。

### 水文
罗讷河干流自东北向西南流经梅克西米约附近，其距离梅克西米约市镇边界最近处不足200米；其右岸支流隆日旺河自西北向东南流经市镇西南界。此外梅克西米约市镇范围内还有多处湖塘分布。

### 植被
梅克西米约属于温带阔叶混交林区，林地多分布于河流附近及坡地地带。
在鲜花城市的评比中，梅克西米约被评为1星级鲜花城市。

### 气候
梅克西米约在柯本气候分类法中属于温带海洋性气候（Cfb）。
距离梅克西米约最近的常年气象站位于昂贝略昂比热境内，以下为该气象站的数据：
| 昂贝略昂比热 1981年－2019年 | 昂贝略昂比热 1981年－2019年 | 昂贝略昂比热 1981年－2019年 | 昂贝略昂比热 1981年－2019年 | 昂贝略昂比热 1981年－2019年 | 昂贝略昂比热 1981年－2019年 | 昂贝略昂比热 1981年－2019年 | 昂贝略昂比热 1981年－2019年 | 昂贝略昂比热 1981年－2019年 | 昂贝略昂比热 1981年－2019年 | 昂贝略昂比热 1981年－2019年 | 昂贝略昂比热 1981年－2019年 | 昂贝略昂比热 1981年－2019年 | 昂贝略昂比热 1981年－2019年 |
| 月份                        | 1月                         | 2月                         | 3月                         | 4月                         | 5月                         | 6月                         | 7月                         | 8月                         | 9月                         | 10月                        | 11月                        | 12月                        | 全年                        |
| --------------------------- | --------------------------- | --------------------------- | --------------------------- | --------------------------- | --------------------------- | --------------------------- | --------------------------- | --------------------------- | --------------------------- | --------------------------- | --------------------------- | --------------------------- | --------------------------- |
| 历史最高温 °C（°F）         | 18.1 (64.6)                 | 22.9 (73.2)                 | 26.6 (79.9)                 | 29.7 (85.5)                 | 34.4 (93.9)                 | 38.1 (100.6)                | 40.2 (104.4)                | 41.2 (106.2)                | 35.4 (95.7)                 | 29.9 (85.8)                 | 23.2 (73.8)                 | 21.3 (70.3)                 | 41.2 (106.2)                |
| 平均高温 °C（°F）           | 5.9 (42.6)                  | 7.9 (46.2)                  | 12.7 (54.9)                 | 16.1 (61.0)                 | 20.4 (68.7)                 | 24.1 (75.4)                 | 27 (81)                     | 26.6 (79.9)                 | 22 (72)                     | 16.9 (62.4)                 | 10.3 (50.5)                 | 6.5 (43.7)                  | 16.4 (61.5)                 |
| 日均气温 °C（°F）           | 2.5 (36.5)                  | 3.8 (38.8)                  | 7.5 (45.5)                  | 10.5 (50.9)                 | 14.9 (58.8)                 | 18.2 (64.8)                 | 20.8 (69.4)                 | 20.3 (68.5)                 | 16.4 (61.5)                 | 12.5 (54.5)                 | 6.6 (43.9)                  | 3.5 (38.3)                  | 11.5 (52.7)                 |
| 平均低温 °C（°F）           | −0.8 (30.6)                 | −0.3 (31.5)                 | 2.3 (36.1)                  | 5 (41)                      | 9.4 (48.9)                  | 12.3 (54.1)                 | 14.6 (58.3)                 | 14 (57)                     | 10.9 (51.6)                 | 8.1 (46.6)                  | 3 (37)                      | 0.4 (32.7)                  | 6.6 (43.9)                  |
| 历史最低温 °C（°F）         | −26.9 (−16.4)               | −20.8 (−5.4)                | −15.5 (4.1)                 | −6.1 (21.0)                 | −3.3 (26.1)                 | 1.3 (34.3)                  | 3.6 (38.5)                  | 1 (34)                      | −1.2 (29.8)                 | −7.2 (19.0)                 | −10 (14)                    | −17.3 (0.9)                 | −26.9 (−16.4)               |
| 平均降水量 mm（）           | 83.7 (3.30)                 | 73.3 (2.89)                 | 80.1 (3.15)                 | 95.2 (3.75)                 | 116.6 (4.59)                | 91.7 (3.61)                 | 77.7 (3.06)                 | 82.1 (3.23)                 | 111 (4.4)                   | 120.1 (4.73)                | 107.6 (4.24)                | 95.3 (3.75)                 | 1,134.4 (44.66)             |
| 月均日照時數                | 71.7                        | 96.9                        | 166.5                       | 187.7                       | 215.6                       | 250.1                       | 284.9                       | 252.2                       | 183.6                       | 120                         | 68.9                        | 50.2                        | 1,948.3                     |
| 来源：infoclimat.fr         |                             |                             |                             |                             |                             |                             |                             |                             |                             |                             |                             |                             |                             |

## 行政区划
梅克西米约的市镇编号为01244，邮政编号为01800。
在行政管理方面，梅克西米约隶属于法国奥弗涅-罗讷-阿尔卑斯大区安省贝莱区；在地方选举方面，梅克西米约是梅克西米约县的中央投票站所在地，其市镇范围全境被划入安省第二选区；在社会管理方面，梅克西米约是安河平原市镇公共社区的组成部分。
截至2024年11月，梅克西米约市镇范围内暂无任何城市敏感街区及城市政策优先街区。
法国国家统计与经济研究所（简称“INSEE”）在进行数据统计时，将梅克西米约及相邻的另外两个市镇设为梅克西米约城市核心区，并将包括核心区在内的周边共499个市镇划为里昂城市区。自2020年起，里昂城市区被包含397个市镇的里昂城市辐射区代替。 此外，INSEE还将梅克西米约市镇分为了19个“块区”（IRIS），以便于统计人口分布情况。

## 交通

### 公路
A42高速公路经过梅克西米约市镇东南部，另有安省省道D22a线、D65线、D65b线、D984线和D1084线在梅克西米约境内交汇。奥弗涅-罗讷-阿尔卑斯城际巴士（商业名称为“Cars Région”）下属的A11线（定制线路）、A29线和A32线停靠梅克西米约，可直通里昂、蓬桑、蓬丹、布雷斯地区布尔格、沙拉蒙等地。
2021年，80.8%的梅克西米约家庭拥有至少一辆私人汽车。2022年，梅克西米约境内共发生各类交通事故2起，造成3人受伤，其中2人重伤。
| 7 | 6 |

| 布雷斯地区布尔格 | 36 |

| 佩罗纳斯 | 32 |

| 昂贝略 | 15 |

| 克雷米约 | 25 |

| 特雷武 | 36 |

| 蒙吕埃勒 | 15 |

### 铁路

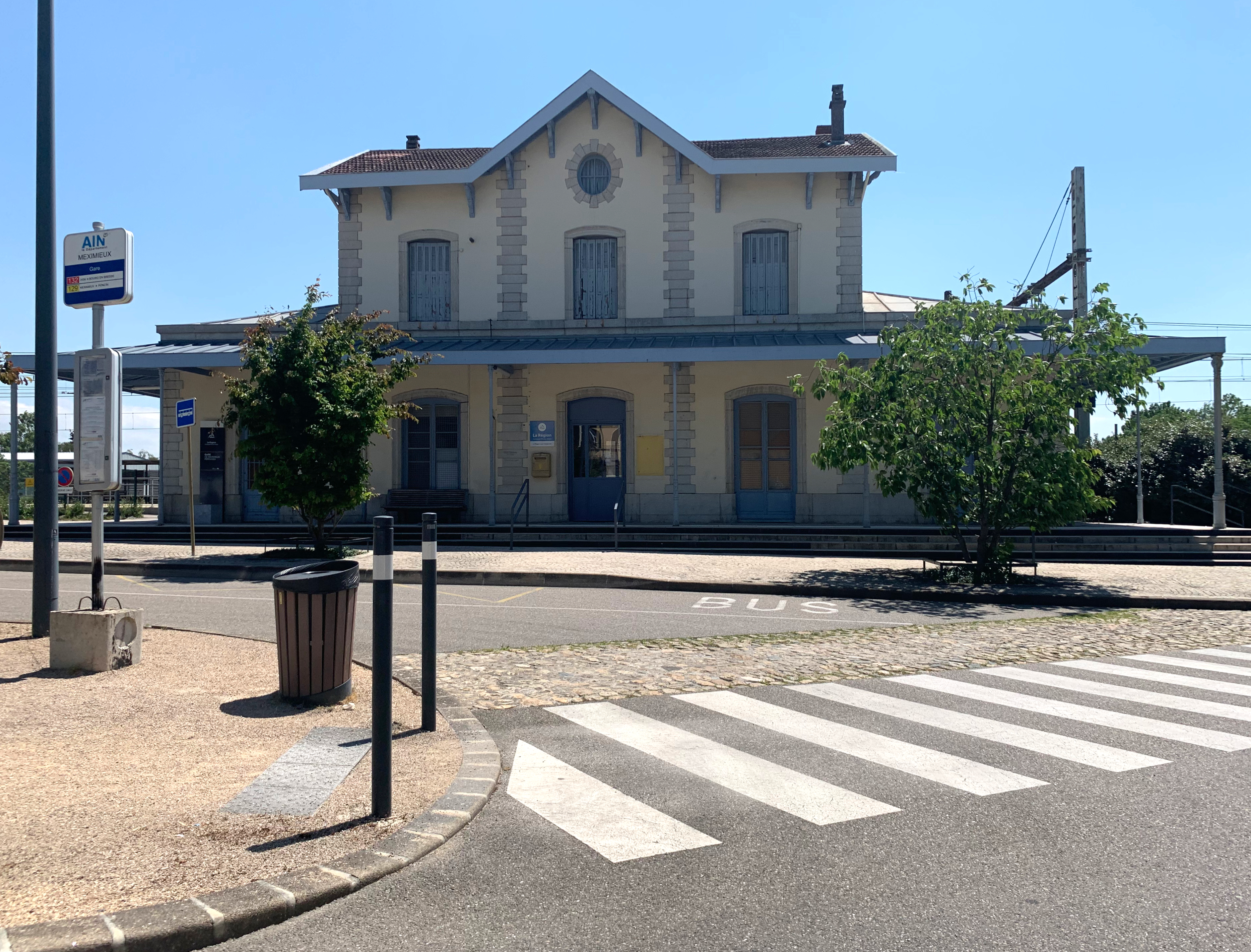
梅克西米约-佩鲁日火车站

梅克西米约位于里昂—日内瓦铁路上。梅克西米约-佩鲁日站位于梅克西米约市区南部，停靠往返于里昂和昂贝略一线的区域列车，部分班次可直通圣艾蒂安。

### 航空
梅克西米约与佩鲁日交界处建有佩鲁日-梅克西米约飞行场。
梅克西米约距离里昂圣埃克絮佩里机场的公路里程大约35公里。

### 城市公共交通
截至2024年11月，梅克西米约暂无城市公共交通系统。

## 政治

### 市政内阁

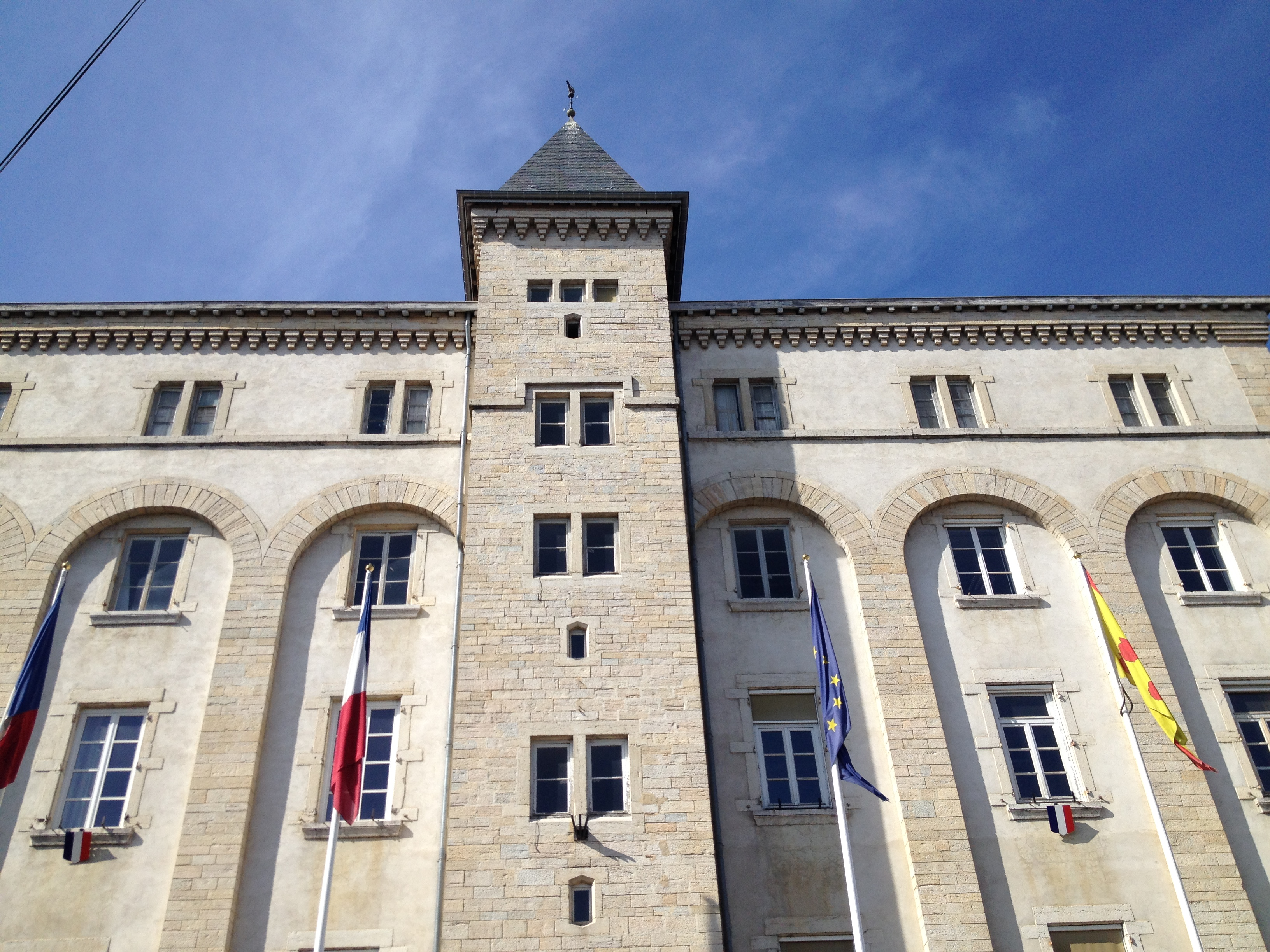
梅克西米约市政厅

梅克西米约的现任市长为让-吕克·拉梅尔先生（Jean-Luc RAMEL），他是一名右翼无党派人士，在2020年的市政选举中获得了66.49%的支持率。
| 梅克西米约历届市长     | 梅克西米约历届市长                | 梅克西米约历届市长                         |
| 任期                   | 市长                              | 党派                                       |
| ---------------------- | --------------------------------- | ------------------------------------------ |
| （1950年以前资料暂缺） |                                   |                                            |
| 1950年－1959年         | Victor FOL 维克托·福尔            | DVD右翼无党派人士                          |
| 1959年－1971年         | Jean-Claude RONGET 让-克洛德·龙热 | 無黨籍                                     |
| 1971年－1977年         | Marcel BOUCHARD 马塞尔·布沙尔     | 不详                                       |
| 1977年－1984年         | Robert GOGLU 罗贝尔·戈格吕        | DVG左翼无党派人士                          |
| 1984年－1995年         | Alain CAVET 阿兰·卡韦             | PS社会党                                   |
| 1995年－2020年         | Christian BUSSY 克里斯蒂安·比西   | RPR保衛共和聯盟 →UMP人民运动联盟 →LR共和黨 |
| 2020年－               | Jean-Luc RAMEL 让-吕克·拉梅尔     | DVD右翼无党派人士                          |

### 各级选举
| 梅克西米约历届投票选举结果 | 梅克西米约历届投票选举结果 | 梅克西米约历届投票选举结果 | 梅克西米约历届投票选举结果 | 梅克西米约历届投票选举结果  | 梅克西米约历届投票选举结果 | 梅克西米约历届投票选举结果 | 梅克西米约历届投票选举结果  | 梅克西米约历届投票选举结果 | 梅克西米约历届投票选举结果 |
| 选举项目                   | 选举范围                   | 选区单位                   | 选区单位内的选举结果       | 选区单位内的选举结果        | 选区单位内的选举结果       | 选区单位内的选举结果       | 选区单位内的选举结果        | 选区单位内的选举结果       | 参考资料                   |
| 选举项目                   | 选举范围                   | 选区单位                   | 第一轮胜出者               | 第一轮胜出者                | 支持率                     | 第二轮胜出者               | 第二轮胜出者                | 支持率                     | 参考资料                   |
| -------------------------- | -------------------------- | -------------------------- | -------------------------- | --------------------------- | -------------------------- | -------------------------- | --------------------------- | -------------------------- | -------------------------- |
| 2017年法國總統選舉         | 法國                       | 市镇                       |                            | 埃马纽埃尔·马克龙           | 24.55%                     |                            | 埃马纽埃尔·马克龙           | 64.29%                     | [ 22 ]                     |
| 2017年法国立法选举         | 安省第二选区               | 市镇                       |                            | 玛丽·让娜·贝盖              | 38.5%                      |                            | 玛丽·让娜·贝盖              | 50.73%                     | [ 22 ]                     |
| 2019年欧洲议会选举         | 法國                       | 市镇                       |                            | 纳塔莉·卢瓦索               | 22.56%                     | （不适用）                 | （不适用）                  | （不适用）                 | [ 24 ]                     |
| 2021年法国省级选举         | 安省                       | 县                         |                            | 罗曼·多比耶 伊丽莎白·拉罗什 | 42.62%                     |                            | 罗曼·多比耶 伊丽莎白·拉罗什 | 76.22%                     | [ 25 ] [ 26 ]              |
| 2021年法国省级选举         | 安省                       | 市镇                       |                            | 罗曼·多比耶 伊丽莎白·拉罗什 | 37.66%                     |                            | 罗曼·多比耶 伊丽莎白·拉罗什 | 77.63%                     | [ 25 ] [ 26 ]              |
| 2021年法国大区选举         |                            | 市镇                       |                            | 洛朗·沃基耶                 | 42.41%                     |                            | 洛朗·沃基耶                 | 57.96%                     | [ 27 ]                     |
| 2022年法国总统选举         | 法國                       | 市镇                       |                            | 埃马纽埃尔·马克龙           | 28.12%                     |                            | 埃马纽埃尔·马克龙           | 59.09%                     | [ 22 ]                     |
| 2022年法国立法选举         | 安省第二选区               | 市镇                       |                            | 吕米尔·拉普雷               | 29.58%                     |                            | 罗曼·多比耶                 | 53.2%                      | [ 22 ]                     |
| 2024年欧洲议会选举         | 法國                       | 市镇                       |                            | 若尔丹·巴尔代拉             | 31.48%                     | （不适用）                 | （不适用）                  | （不适用）                 | [ 22 ]                     |
| 2024年法国立法选举         | 安省第二选区               | 市镇                       |                            | 安德烈埃·科塔拉克           | 33.05%                     |                            | 罗曼·多比耶                 | 61.81%                     | [ 22 ]                     |

## 人口
2021年，梅克西米约市镇人口数量为8,085，在法国排名第1,312位。其中男性3,861人，女性4,224人，75岁及以上人口占7.4%，外籍人口数量为342人，人口密度为588人/平方公里，当地居民被称为（男性）或（女性）。2022年，梅克西米约境内出生107人，死亡人口56人。
| 梅克西米约1901年－2021年人口变化情况 |
|                                      |
| 数据来源：Cassini、INSEE             |

## 经济
梅克西米约是一个区域性的中心城市。截至2024年10月，梅克西米约市镇范围内共有各类用人单位（包含自雇）1,174家，平均历史为15年，其中99.21%为中小型企业（PME），2024年8月至10月间，当地的经济活力指数为0。（木材加工）、（五金销售）及（快餐）是当地2022年已公布营业额最高的三个企业，分别为9,411,878欧元、4,092,709欧元和3,526,158欧元。

## 财政与居民收入
2022年，梅克西米约的财政收入总额为7,520,790欧元，财政支出总额为7,025,940欧元，当年的债务总额为5,231,070欧元。2022年，梅克西米约市镇通过增值税获得167,400欧元的收入，此外当地还共获得了318,600欧元的国家直接财政补助。
| 梅克西米约居民收入情况                           | 梅克西米约居民收入情况 | 梅克西米约居民收入情况 | 梅克西米约居民收入情况 |
| 内容                                             | 梅克西米约             | 法国                   | 统计年份               |
| ------------------------------------------------ | ---------------------- | ---------------------- | ---------------------- |
| 征税家庭总数                                     | 3,395                  | 1,081（法国市镇平均）  | 2022年                 |
| 居民平均月收入                                   | 2,467欧元              | 2,435欧元              | 2022年                 |
| 高级职员人均月收入                               | 3,851欧元              | 4,331欧元              | 2021年                 |
| 中级职员人均月收入                               | 2,410欧元              | 2,470欧元              | 2021年                 |
| 普通职员人均月收入                               | 1,863欧元              | 1,801欧元              | 2021年                 |
| 贫困率                                           | 9%                     | 14.5%                  | 2020年                 |
| 青壮年（15至64岁）失业率                         | 9.8%                   | 7.4%                   | 2020年                 |
| 征税家庭数量占比                                 | 49.1%                  | 45.5%                  | 2020年                 |
| 家庭年均纳税                                     | 3,348欧元              | 4,393欧元              | 2022年                 |
| 资料来源：INSEE、L'Internaute、Le Journal du Net |                        |                        |                        |

## 社会事务

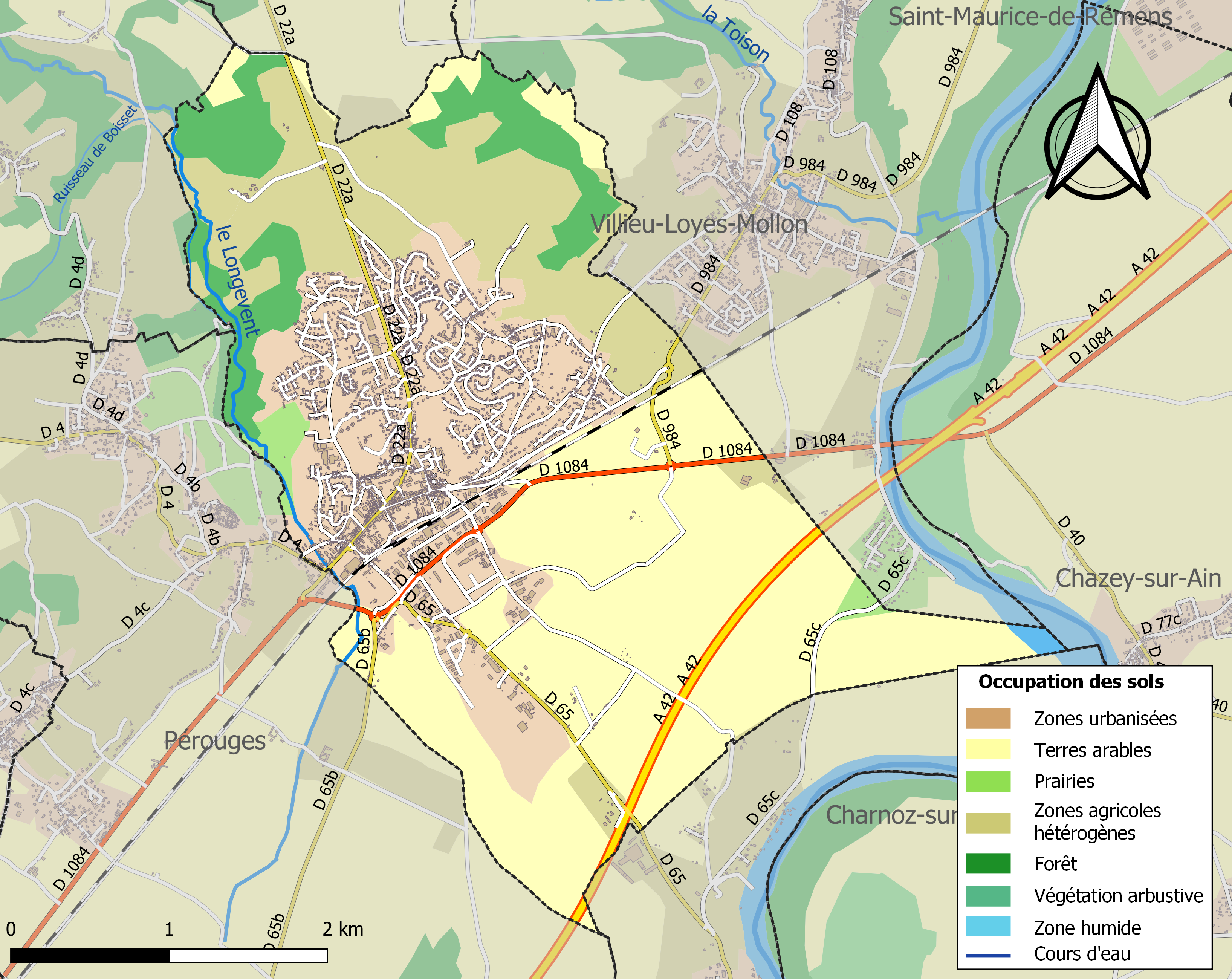
梅克西米约土地利用情况地图

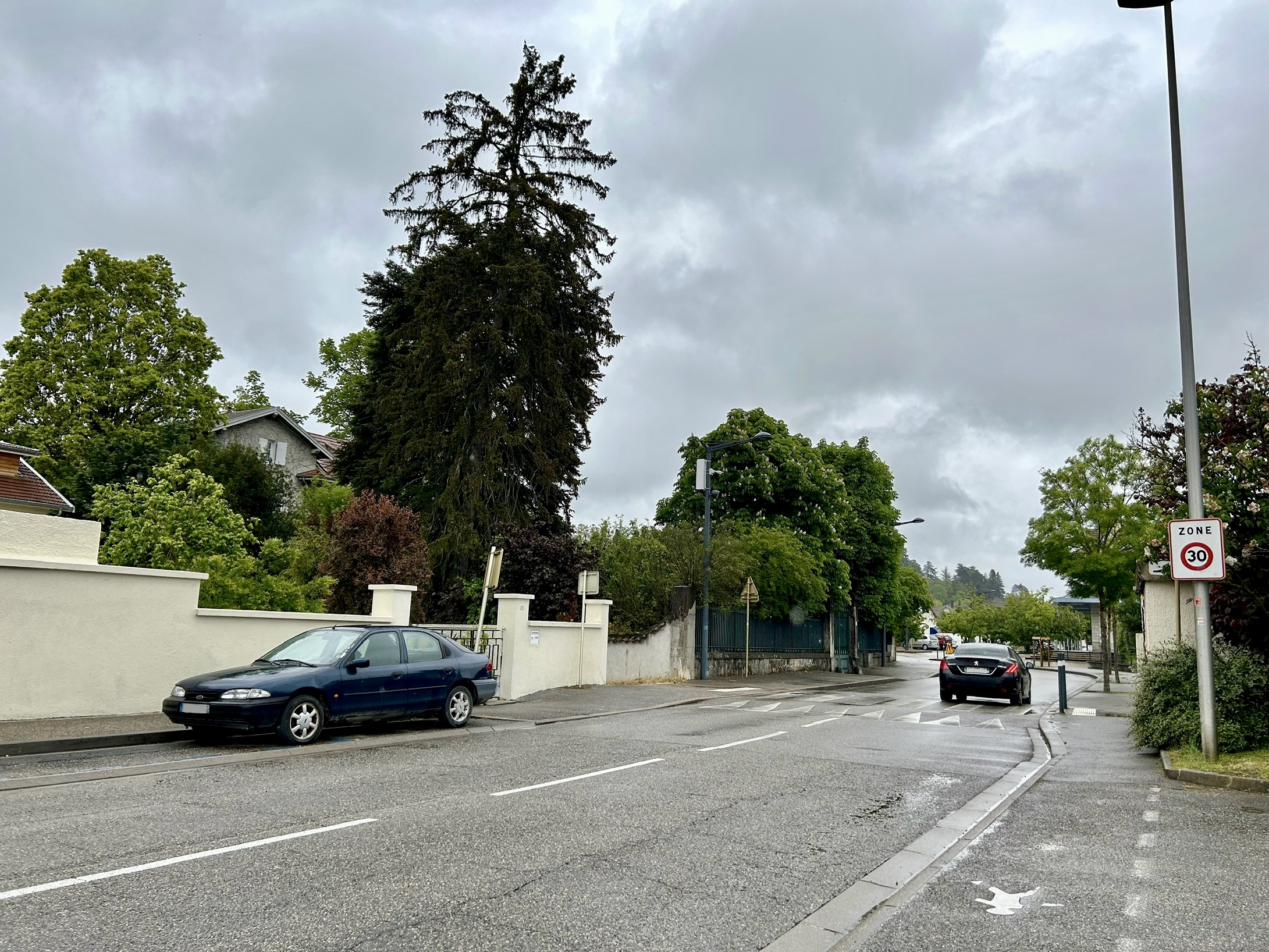
凡尔登大街

### 教育
梅克西米约属于里昂学区。截至2023年1月1日，梅克西米约境内共有3所幼儿园、4所小学和1所初级中学。2022至2023学年度，梅克西米约境内共有在校中等教育阶段学生972名。

### 医疗
截至2023年1月1日，梅克西米约境内共有全科医生5名、保健师12名、牙医7名、护士9名、皮肤科医生1名和助产士3名。境内共有药房3家、养老院2家、残疾人帮扶中心1家。
梅克西米约中心医院，其全名为“梅克西米约夏尔·约瑟夫·吕韦中心医院”（Centre Hospitalier Charles Joseph Ruivet de Meximieux），是法国的一个区域性医疗机构，其主病区位于梅克西米约市区北侧，该院设有床位106个。·

### 住房
2021年，梅克西米约境内共有各类住房3,787套，其中53.5%为独立式住宅，45.9%为集中式住宅。常住房屋占梅克西米约市镇范围内居民建筑总量的90.7%。
在住房保障政策方面，2023年，梅克西米约境内共有1,610户家庭获得了家庭津贴补助，受益人数占总人口数量的19.9%，其中530份为房租补助。

### 商业
2021年，梅克西米约境内共有各类实体商铺245家，其中餐厅27家、大型超市5家、杂货店3家、面包房6家、肉铺6家、书店2家、银行门店10家、美容美发店18家、汽车维修店19家。梅克西米约镇中心西南部建有一家家乐福超市。

### 体育
2023年，梅克西米约境内共有2间体育馆、1座综合体育场、1处网球场、3处足球或橄榄球场以及2处篮球或排球场。
截至2024年10月，梅克西米约境内共有两家注册足球俱乐部。科蒂耶尔梅克西米约-维略足球俱乐部（Côtière Meximieux Villieu - Football，编号504467）是当地的代表性足球队，其主队2024至2025赛季参加安省足球联赛丙组（法国第十一级别），其主场为草地球场（Stade de la Prairie）。

### 环境
梅克西米约的环境事务由其所属的安河平原市镇公共社区联合各级政府协调负责。2021年，梅克西米约境内暂无污染企业。

### 治安
2021年，梅克西米约市镇范围内共有1处宪兵队。
2023年，梅克西米约市镇范围内累计记录各类案件305起，其中盗窃类案件119起，人身侵犯类案件97起，毒品交易类案件4起。

## 文化

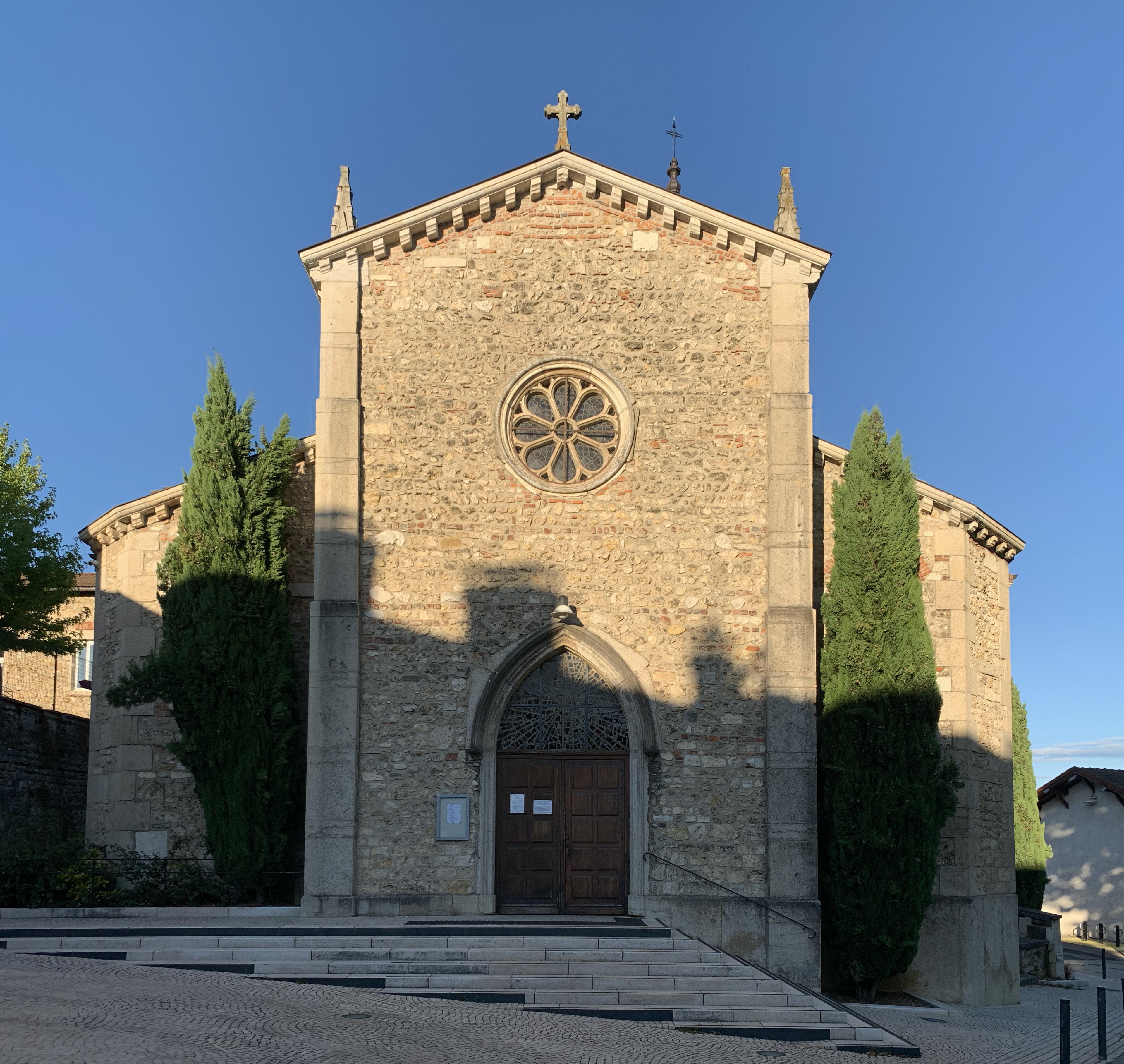
圣阿波利奈尔教堂

2023年，梅克西米约境内共有1家电影院。梅克西米约境内建有市政图书馆（Bibliothèque municipale），每周三、五、六向公众开放。

### 建筑
梅克西米约境内有多处历史建筑，其中梅克西米约小教会（现为市政厅办公大楼）、圣阿波利奈尔等是当地的地标性建筑物。

### 旅游
梅克西米约的旅游事务由其所属的安河平原市镇公共社区联合各级政府协调负责。2024年，梅克西米约境内共有1家酒店共计10间房间。

### 媒体
法国主要的媒体均可在梅克西米约接收，法国电视三台下属的奥弗涅-罗讷-阿尔卑斯大区频道在部分时段播出梅克西米约所在安省的地方新闻。《安省之声》、《进步报》、里昂第一广播、Scoop广播等是当地主要的地方性媒体。

## 相关人物
法国语言学家克洛德·法夫尔·德沃热拉出生于梅克西米约。

## 友好城市
截至2024年11月，梅克西米约共与一座城市建立了友好城市关系：
- 德国 登肯多夫